# Frugivorismo

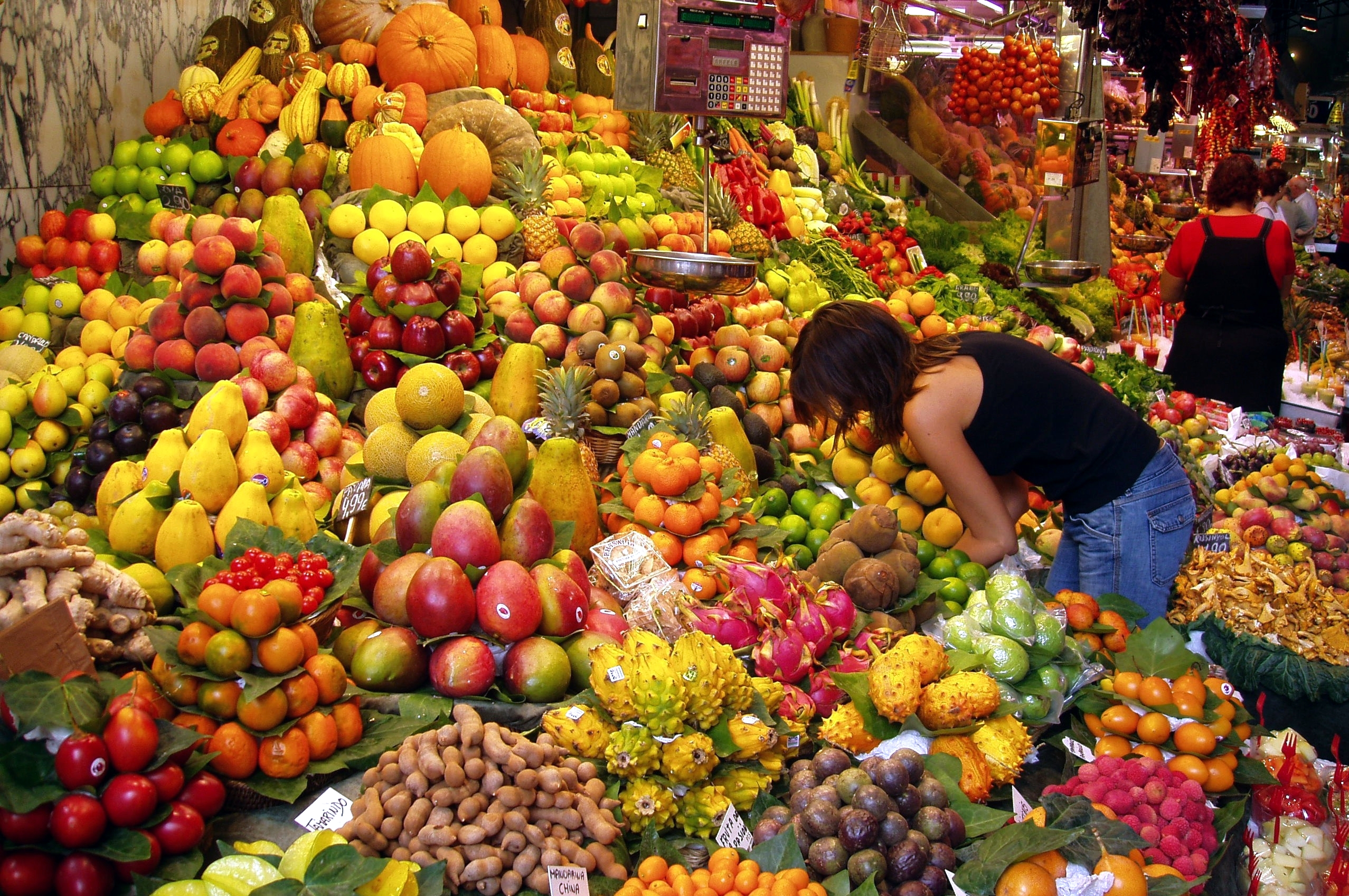
Un puesto de frutas en Barcelona (España).

El frugivorismo o frutarianismo es una dieta vegana, cuyo principio básico es la alimentación a base de frutas. Se compone principalmente de frutas crudas (75%), verduras clasificadas botánicamente como frutas (tomates, pepinos, aguacates), frutos secos y semillas. Las demás verduras, los cereales, las legumbres y todos los productos de origen animal quedan excluidos. Inicialmente era una dieta muy baja en proteínas y calorías, ciertos minerales y ciertas vitaminas. En la actualidad y gracias a todos los estudios nutriológicos realizados desde su creación, varias de estas deficiencias se han suplido gracias a aumentar la variedad de alimentos consumidos según las directrices frugívoras.

## Historia
Hector Waylen, precursor del frugivorismo, enseñó a finales del siglo XIX que las frutas y los frutos secos eran el "alimento natural y último" de la humanidad. Waylen fue durante unos ocho años un vegetariano del tipo más estricto basado en el consumo exclusivo de estos alimentos, con el objetivo de regresar a la naturaleza, y predicó el vegetarianismo en Bradford hasta 1894. Fue entonces cuando volvió a una dieta omnívora, quizás influenciado por motivos de salud.
Waylen llegó a la conclusión de que una dieta que incluya carne, productos lácteos, almidones, frutas frescas y verduras es la más saludable, y que no estamos llamados a pedir disculpas por el proceso cósmico. Según Waylen, "lo que tenemos que hacer es averiguar exactamente cuáles son las leyes en realidad, conformarnos con ellas, y cuanto antes podamos hacerlo mejor será para nosotros. Tenemos trabajo que hacer en este mundo y no podemos hacerlo sin salud, y si encontramos que la comida animal es esencial para la salud, debemos matar y comer."

## Motivación
El frugivorismo comparte los fundamentos del veganismo de evitar el daño a los seres vivos, pero extendida también a las plantas. Las personas que siguen esta dieta comen solo alimentos vegetales que son cosechados sin matar la planta.
Cuando se adoptan dietas vegetarianas por motivos éticos conviene no perder interés en el conocimiento de los aspectos nutricionales.

## Riesgos para la salud
El frugivorismo sin los conocimientos apropiados puede provocar importantes deficiencias nutricionales que implican graves riesgos para la salud, incluyendo la muerte. Puede desarrollarse una marcada cetoacidosis, como consecuencia de la inanición. La deficiencia de vitamina B12, que solo se encuentra en cantidades suficientes para el ser humano en las bacterias (no es de origen animal) puede provocar trastornos neurológicos, alteraciones vasculares tempranas y un aumento del riesgo de desarrollar enfermedades relacionadas con la ateroesclerosis. Las carencias de calcio producen una pérdida de masa ósea y un aumento del riesgo de fracturas.

### Casos extremos
En Londres, una niña de nueve meses de edad murió a causa de una infección pulmonar ocasionada por una desnutrición crónica, ya que sus padres la alimentaron basándose en una dieta de frutas crudas y nueces. La familia Manuelyan, originaria de Armenia, había sido vegana pero en 1996 se convencieron de que una dieta frugívora era la opción más saludable para su familia. Durante su juicio, se expuso que hicieron caso omiso a las advertencias de los médicos de que sus hijos no estaban recibiendo los nutrientes vitales. El juez, David Paget, sentenció que la muerte de la niña se debió a su «creencia extremista y errónea».
El actor Ashton Kutcher fue hospitalizado y dijo que sus niveles de páncreas se "salieron completamente de control" después de seguir una dieta frutícola en preparación para su papel como CEO de Apple Inc. del alguna vez frutícola Steve Jobs (en la película Jobs), quien murió de cáncer de páncreas.